# Batalla de Byram's Ford
La Batalla de Byram's Ford, conocida oficialmente como la Acción en el Big Blue, Misuri, fue un enfrentamiento menor de la guerra civil estadounidense, que comprendió dos escaramuzas separadas del 22 al 23 de octubre de 1864, en el condado de Jackson, Misuri. Formó parte de la Batalla de Westport, que finalmente resultó en una victoria de la Unión y el fin de todas las operaciones confederadas importantes en Misuri.

## Antecedentes
El Ejército de Misuri del general de división confederado Sterling Price se dirigía hacia el oeste, hacia Kansas City y Fort Leavenworth, con la esperanza de capturar Misuri para el Sur e influir negativamente en las posibilidades de reelección de Abraham Lincoln en 1864. El Ejército de la Frontera del general de división de la Unión Samuel R. Curtis, en Westport y sus alrededores, bloqueaba el camino de los confederados hacia el oeste, mientras que la división de caballería provisional del general de división Alfred Pleasonton presionaba la retaguardia de Price. Price llevaba cerca de 500 carros y necesitaba un buen vado sobre el río Blue para facilitar el paso de sus suministros. Byram's Ford era el mejor cruce de la zona, y sería claramente un punto de gran importancia estratégica durante la inminente batalla de Westport.

## Primer enfrentamiento, 22 de octubre
El 22 de octubre, la división del general de división James G. Blunt mantuvo una posición defensiva en la orilla oeste del río Big Blue. Alrededor de las 10 de la mañana, parte de la división confederada del general de brigada Joseph O. Shelby realizó un ataque frontal contra los hombres de Blunt. Este ataque fue una treta, porque el resto de los hombres de Shelby flanquearon las apresuradas defensas de Blunt, obligando a los federales a retirarse a Westport. La caravana de Price cruzó entonces el río Big Blue en Byram's Ford y se dirigió al sur, al pueblo de Little Santa Fe y a la seguridad.

## Segundo enfrentamiento, 23 de octubre
La batalla de Westport comenzó en serio en la mañana del 23 de octubre. La caballería de Pleasonton le pisaba los talones al ejército de Price, que el día anterior se había enfrentado a su retaguardia en la cercana Independence. La división confederada del general de brigada John S. Marmaduke había detenido a Pleasonton justo al oeste de Independence, y ahora mantenía la orilla oeste del Big Blue en Byram's Ford para proteger la retaguardia de Price de un esperado ataque de la Unión.
Pleasonton comenzó su asalto a Byram's Ford alrededor de las 8 de la mañana. Uno de los comandantes de la brigada de la Unión, el general de brigada Egbert B. Brown, detuvo su ataque y fue arrestado por Pleasonton por desobedecer órdenes. Otro de los comandantes de brigada de Pleasonton, el coronel Edward F. Winslow, resultó herido y fue sucedido por el teniente coronel Frederick Benteen, que más tarde alcanzó la fama en Little Bighorn. A pesar de estos contratiempos, las tropas federales ganaron la orilla oeste a las 11 de la mañana y Marmaduke se retiró. Cuando la brigada de Brown (ahora dirigida por el coronel John F. Philips) vadeó el río, recibió un intenso fuego de la artillería confederada. Una vez que cruzaron, cargaron contra Marmaduke a través de un campo abierto; durante esta carga, las tropas de la Unión de Misuri y Arkansas lucharon contra los confederados de estos mismos dos estados. Mientras Marmaduke se reunía con Shelby y Fagan, Blunt golpeó a las fuerzas confederadas consolidadas con su propia artillería, completando la victoria de Pleasonton en Byram's Ford y contribuyendo significativamente al mayor triunfo de Curtis en Westport.

## Consecuencias
Con Pleasonton ahora al otro lado del río era una amenaza adicional para Price, que estaba muy comprometido con la fuerza principal de Curtis en Westport. Derrotado por Curtis allí y amenazado por Pleasonton y una brigada federal adicional al mando de John McNeil, Price tuvo que abandonar su campaña de Misuri y retirarse hacia el sur. Esto puso fin a la última gran operación militar confederada al oeste del río Misisipi, y terminó con la última gran amenaza del Sur a cualquier estado del Norte.

## Conservación del campo de batalla
El Civil War Trust (una división del American Battlefield Trust) y sus socios han adquirido y preservado 39 acres (0,16 km²) del campo de batalla de Byram's Ford.